# Groupe de NGC 820
Le groupe de NGC 820 comprend 3 galaxies situées dans la constellation du Bélier. La distance moyenne entre ce groupe et la Voie lactée est d'environ 61,4 Mpc (∼200 millions d'al). 

## Membres
Le tableau ci-dessous liste les 3 galaxies du groupe indiquées dans l'article de A.M. Garcia paru en 1993. 
| Nom      | Class. | Type                 | α (J2000.0)   | δ (J2000.0) | Vitesse radiale (km/s) | m    | Distance (Mpc) | Dimension (kal) |
| -------- | ------ | -------------------- | ------------- | ----------- | ---------------------- | ---- | -------------- | --------------- |
| NGC 820  | Sb     | Spirale              | 02h 08m 25.0s | 14° 20′ 58″ | 4418 ± 5               | 12,8 | 60,5 ± 4,2     | 80              |
| UGC 1630 | Sb     | Spirale              | 02h 08m 24.6s | 14° 58′ 19″ | 4437 ± 3               | 14,3 | 62,0 ± 4,3     | 59              |
| UGC 1689 | Sm?    | Spirale magellanique | 02h 12m 00.3s | 14° 00′ 59″ | 4412 ± 106             | 16,5 | 61,6 ± 5,7     | 64              |

Le site DeepskyLog permet de trouver aisément les constellations des galaxies mentionnées dans ce tableau ou si elles ne s'y trouvent pas, l'outil du site constellation permet de le faire à l'aide des coordonnées de la galaxie. Sauf indication contraire, les données proviennent du site NASA/IPAC.